# Neotheronia nigrolineata
Neotheronia nigrolineata là một loài tò vò trong họ Ichneumonidae.